# Гирш, Морис де

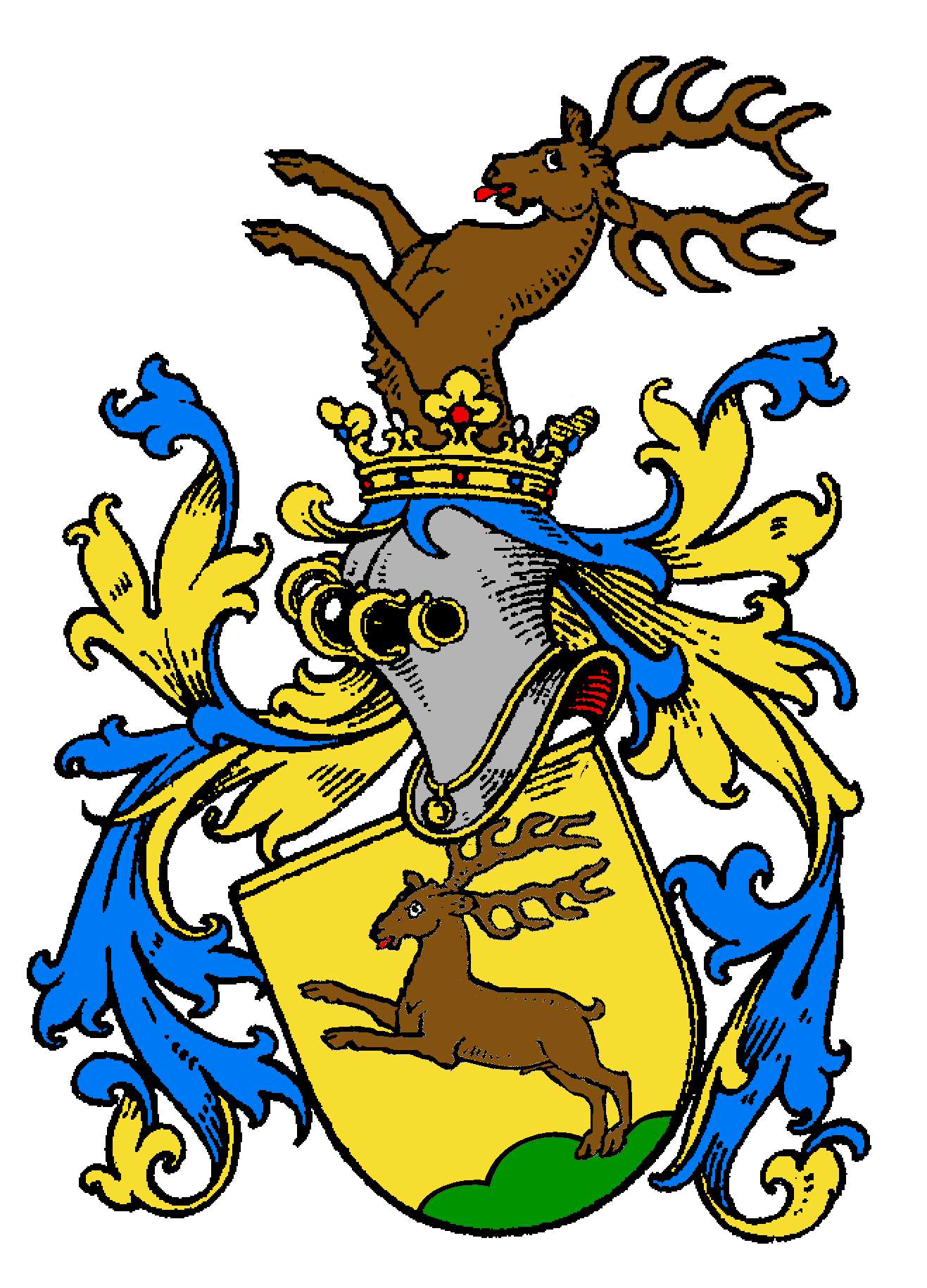
герб барона Мориса фон Хирша

Морис де Гирш (Хирш) или барон Морис фон Хирш (Maurice de Hirsch, 9 декабря 1831, Мюнхен — 21 апреля 1896, Нове-Замки) — немецко-австрийский дворянин, еврейский меценат, создавший благотворительные фонды для развития образования среди евреев. Основатель Еврейского колонизационного общества, которое занималось организацией еврейской иммиграции в Аргентину.

## Биография

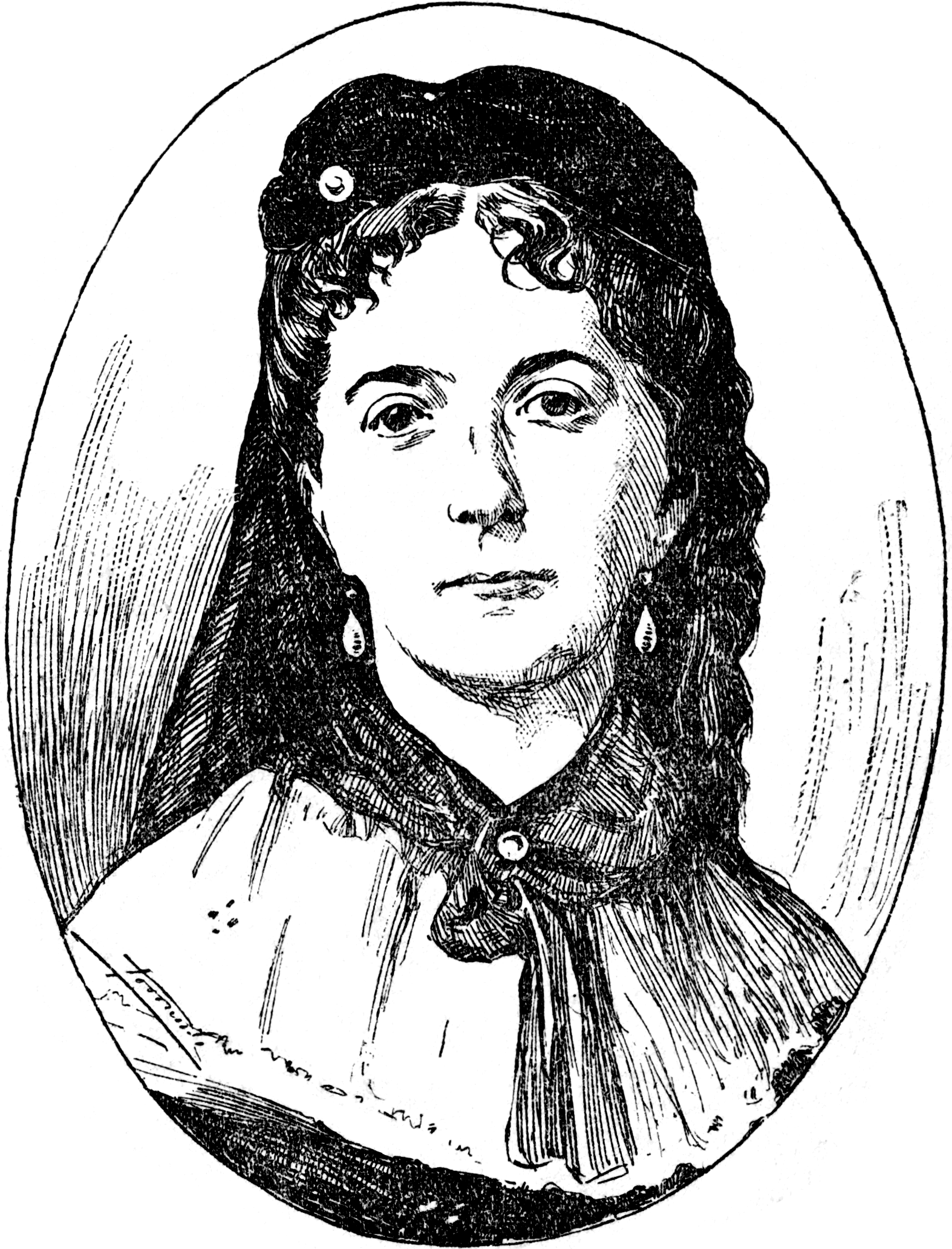
Клара де Гирш

Морис фон Гирш родился 9 декабря 1831 года в Мюнхене. Его дед — Яков фон Гирш, был первым среди евреев крупным землевладельцем в Баварии. Отец — Иосиф фон Гирш, был банкиром баварского короля и в 1869 году получил титул барона. С 13 лет Морис де Гирш обучался в Брюсселе. С 17 лет стал заниматься предпринимательской деятельностью.
В 1855 году Морис де Гирш стал владельцем банковского дома «Bischoffsheim & Goldschmidt» в Брюсселе, Лондоне и Париже. Занимался железнодорожными концессиями в Австро-Венгрии, Османской империи и Балканах и спекулировал сахаром и медью. Имел крупную недвижимость в Париже, Лондоне и Австро-Венгрии.
28 июня 1855 года Морис де Гирш женился на Кларе Бишоффсхейм, которая была дочерью бельгийского сенатора Бишоффсхейма.

## Благотворительная деятельность
Будучи состоятельным человеком, Морис де Гирш жертвовал значительные денежные суммы для благотворительности среди евреев. Проявлял интерес к воспитательной работе Всемирного еврейского союза, пожертвовав дважды этой организации несколько миллионов франков. В последующие годы он поддерживал деятельность Всемирного еврейского союза ежегодными пожертвованиями в несколько тысяч фунтов стерлингов в год. С 1889 года он делал пожертвования для Всемирного еврейского союза в размере 16 тысяч фунтов стерлингов.
По случаю 40-летия восшествия на престол австрийского императора Франца Иосифа I в 1888 году Морис де Гирш пожертвовал 500 тысяч фунтов стерлингов для организации еврейских технических профессиональных школ в Буковине и Галиции.
В 1881 году Морис де Гирш основал в США фонд взаимопомощи для еврейских иммигрантов, которому выделил капитал в размере 493 тысячи долларов.
В конце XIX века Морис де Гирш сосредоточил своё внимание на организации переселения евреев из Российской империи. Он основал Еврейское колонизационное общество с капиталом в размере 2 миллиона фунтов стерлингов. В 1892 году он пожертвовал этой организации сумму в размере 7 миллионов фунтов стерлингов. После смерти Гирша, его жена Клара де Гирш продолжила филантропическую деятельность мужа и пожертвовала десятки миллионов на различные благотворительные цели.

## Память
- Именем Мориса де Гирша названа синагога в Мемфисе, США. Также его именем названы улицы в различных городах Израиля.